# 戴安娜·W·比安奇
戴安娜·W·比安奇（英語：Diana W. Bianchi）是一位美国医学家，主攻醫學遺傳學和新生儿学，现为国家儿童健康与人类发育研究所所长
。